# Bdadoun
Bdadoun (en arabe : يتوب) est une localité libanaise située dans le caza d'Aley au Mont-Liban.